# Drapeau du Quintana Roo
Le drapeau de Quintana Roo comprend les armoiries de la collectivité sur un fond blanc. La proportion entre la largeur et la longueur du drapeau est de quatre à sept.

## Composition et symbolisme

### Couleurs
| Système de couleur | Blanc | Blanc       |
| ------------------ | ----- | ----------- |
| Pantone            |       | 3425c       |
| RGB                |       | 255-255-255 |
| CMYK               |       | 0-0-0-0-0   |
| RGB Hex.           |       | FFFFFF      |

## Histoire

Le drapeau de la République du Yucatán.

Le drapeau a été hissé pour la première fois le 16 mars 1841 sur le bâtiment municipal de l'Ayutamiento, sur la "Plaza Grande" de Mérida, la capitale de l'État du Yucatán. Cette action était une protestation contre le centralisme du président mexicain Antonio López de Santa Anna. Le drapeau n'a depuis plus jamais été utilisé officiellement par les autorités du Yucatan.